# 永福町駅
永福町駅（えいふくちょうえき）は、東京都杉並区永福二丁目にある、京王電鉄井の頭線の駅である。井の頭北管区所属。駅番号はIN09。

## 歴史
- 1933年（昭和8年）8月1日：帝都電鉄の駅として開設。
- 1940年（昭和15年）5月1日：小田原急行鉄道と合併、同社帝都線の駅となる。
- 1942年（昭和17年）5月1日：小田急電鉄が東京急行電鉄（大東急）に併合。
- 1948年（昭和23年）6月1日：東急から京王帝都電鉄が分離し、同社井の頭線の駅となる。
- 1970年（昭和45年）4月1日：永福町検車区・永福町工場を富士見ヶ丘駅 - 久我山駅間へ移転、富士見ヶ丘検車区・富士見ヶ丘工場となる。
- 1971年（昭和46年）12月15日：ホームを2面4線化、急行運行開始。
- 2010年（平成22年）3月21日：2008年（平成20年）より着手していた橋上駅舎化工事の内、南口・エレベーター新設完了。
- 2011年（平成23年）3月23日：橋上駅舎化、駅ビル「京王リトナード永福町」開業。
- 2024年（令和6年）11月16日：2番線・4番線ホームにてホームドアの使用を開始[1]。
- 2025年（令和7年）7月6日：1番線・3番線ホームにてホームドアの使用を開始[2]。

## 駅構造
島式ホーム2面4線を有する待避可能な地上駅。橋上駅舎を備える。
2010年（平成22年）3月21日より、それまでの地下駅舎に代わって橋上駅舎の供用を開始し、従来の北側の他に南側にも出入口が新設された。翌2011年（平成23年）3月23日には駅ビル「京王リトナード永福町」が開業した。
地上駅時代は駅舎とホーム間を連絡する通路が渋谷方に設置されていたが、階段のみで、バリアフリーに対応していなかった。しかし、現行橋上駅舎ではコンコースとホームを連絡するエスカレーターとエレベーターが吉祥寺方に、階段が渋谷方にそれぞれ設置されている他、出入口とコンコース間にもエスカレーターとエレベーターが設置された。

### のりば
| 番線 | 路線     | 方向 | 行先                     |
| ---- | -------- | ---- | ------------------------ |
| 1・2 | 井の頭線 | 下り | 久我山・吉祥寺方面       |
| 3・4 | 井の頭線 | 上り | 明大前・下北沢・渋谷方面 |

- 1・4番線は待避線である。井の頭線の駅で唯一待避線がある。
- 急行と各停の緩急接続が行われており、全急行が各停と接続する。接続を行わない各停は2・3番線に入線する。
- 4番線は引込線と直結している他、上り線を逆走経由して下り線へ渡ることで吉祥寺方面への折返しが可能。輸送障害時や試運転での折返しに使用されることがある。

### 引込線
駅の吉祥寺寄りには、かつての永福町検車区跡地である京王バスの永福町営業所が存在する。ここには現在も引込線が併設されており、工事用機器が留置される他、井の頭線車両搬入や、廃車車両搬出の際にも活用されている。

## 彫刻展示
改札前コンコースには、杉並区永福に在住していた彫刻家・佐藤忠良 の彫刻作品『冬の像』が展示されている。北海道の染織工芸「優佳良（ユーカラ）織」のマントを着た女性の立像で、モデルは弟子の彫刻家・笹戸千津子。杉並区が購入し、京王電鉄の協力を得て展示している。
彫刻の後ろにはパネルが2枚設置され、1枚は永福町ゆかりの彫刻家・佐藤忠良について、もう1枚には京王資料館所蔵の昭和35年頃の駅写真と、周辺に住んだ芸術家・文化人についての解説があり、洋画家の中川一政の随筆『永福町雑記』に記された帝都電鉄開業時の様子が引用され、周辺に画家・彫刻家のアトリエが多かったことが書かれている。
国木田独歩の次男で榎本武揚の孫にあたる彫刻家の佐土哲二、俳優では千田是也、森光子、池部良とその父で画家の池部鈞、文学者では佐藤朔、中井英夫の名が挙げられており、かつての永福町駅周辺が芸術家と文化人の街であったことが紹介されている。

## 利用状況
2024年度（令和6年度）の1日平均乗降人員は30,039人である。急行停車駅では最も乗降客数が少ない。
近年の1日平均乗降・乗車人員の推移は以下の通り。
| 年度               | 1日平均 乗降人員 | 1日平均 乗車人員 | 出典     |
| ------------------ | ---------------- | ---------------- | -------- |
| 1955年（昭和30年） | 13,625           |                  |          |
| 1960年（昭和35年） | 20,176           |                  |          |
| 1965年（昭和40年） | 25,770           |                  |          |
| 1970年（昭和45年） | 29,147           |                  |          |
| 1975年（昭和50年） | 32,024           |                  |          |
| 1980年（昭和55年） | 28,532           |                  |          |
| 1985年（昭和60年） | 28,561           |                  |          |
| 1990年（平成02年） | 28,600           | 14,496           | [ * 1 ]  |
| 1991年（平成03年） |                  | 15,128           | [ * 2 ]  |
| 1992年（平成04年） |                  | 15,038           | [ * 3 ]  |
| 1993年（平成05年） |                  | 14,682           | [ * 4 ]  |
| 1994年（平成06年） |                  | 14,112           | [ * 5 ]  |
| 1995年（平成07年） | 27,112           | 13,667           | [ * 6 ]  |
| 1996年（平成08年） | 26,477           | 13,466           | [ * 7 ]  |
| 1997年（平成09年） | 26,109           | 13,244           | [ * 8 ]  |
| 1998年（平成10年） | 27,705           | 13,828           | [ * 9 ]  |
| 1999年（平成11年） | 28,157           | 14,060           | [ * 10 ] |
| 2000年（平成12年） | 29,228           | 14,438           | [ * 11 ] |
| 2001年（平成13年） | 30,029           | 14,885           | [ * 12 ] |
| 2002年（平成14年） | 29,783           | 14,723           | [ * 13 ] |
| 2003年（平成15年） | 30,187           | 14,781           | [ * 14 ] |
| 2004年（平成16年） | 29,866           | 14,614           | [ * 15 ] |
| 2005年（平成17年） | 29,779           | 14,586           | [ * 16 ] |
| 2006年（平成18年） | 30,127           | 14,740           | [ * 17 ] |
| 2007年（平成19年） | 30,310           | 14,896           | [ * 18 ] |
| 2008年（平成20年） | 29,930           | 14,742           | [ * 19 ] |
| 2009年（平成21年） | 29,736           | 14,669           | [ * 20 ] |
| 2010年（平成22年） | 29,340           | 14,471           | [ * 21 ] |
| 2011年（平成23年） | 29,875           | 14,713           | [ * 22 ] |
| 2012年（平成24年） | 30,532           | 15,049           | [ * 23 ] |
| 2013年（平成25年） | 31,173           | 15,362           | [ * 24 ] |
| 2014年（平成26年） | 31,262           | 15,416           | [ * 25 ] |
| 2015年（平成27年） | 32,299           | 15,904           | [ * 26 ] |
| 2016年（平成28年） | 32,578           | 16,053           | [ * 27 ] |
| 2017年（平成29年） | 33,333           | 16,441           | [ * 28 ] |
| 2018年（平成30年） | 33,719           | 16,666           | [ * 29 ] |
| 2019年（令和元年） | 33,308           | 16,413           | [ * 30 ] |
| 2020年（令和02年） | 23,894           | 11,811           | [ * 31 ] |
| 2021年（令和03年） | 26,119           |                  |          |
| 2022年（令和04年） | 28,086           |                  |          |
| 2023年（令和05年） | 29,479           |                  |          |
| 2024年（令和06年） | 30,039           |                  |          |

## 駅周辺
駅周辺は住宅地である。線路と直交する永福通りには多くの商店がある。駅北側には京王ストアと杉並区役所永福和泉区民事務所や、行列が出来るラーメン店として有名な永福町大勝軒がある。駅南側には杉並永福郵便局がある。また、永福通りを南下すれば、徒歩17分程度 (1.3 km) で下高井戸駅へと到達する。
線路北側、ほぼ並行に井ノ頭通りがあり、西永福駅方面（吉祥寺寄り）に400m程行くと荒玉水道道路がある。
西隣の西永福駅とは700m程しか離れていない。

### バス路線
京王バス・関東バスにより、以下の路線バスが発着している。
- 駅北側、井ノ頭通り向かい 永福町駅バス停 
  - 京王・宿33 新宿駅西口行
  - 京王 / 関東・高45 高円寺駅行
  - 京王 / 関東・新02 新高円寺駅行
  - 京王・030 バスターミナル東京八重洲行（休日のみ、始発のみ、終着は下記永福町バス停）
- 駅北西側、永福町営業所そば 永福町バス停
  - 京王・中71 中野駅行
  - 京王・永70 佼成会聖堂前行
  - 京王・永72 杏林大学杉並病院行
  - 京王・鷹64 久我山駅行（出入庫運用・本数少）

## ギャラリー

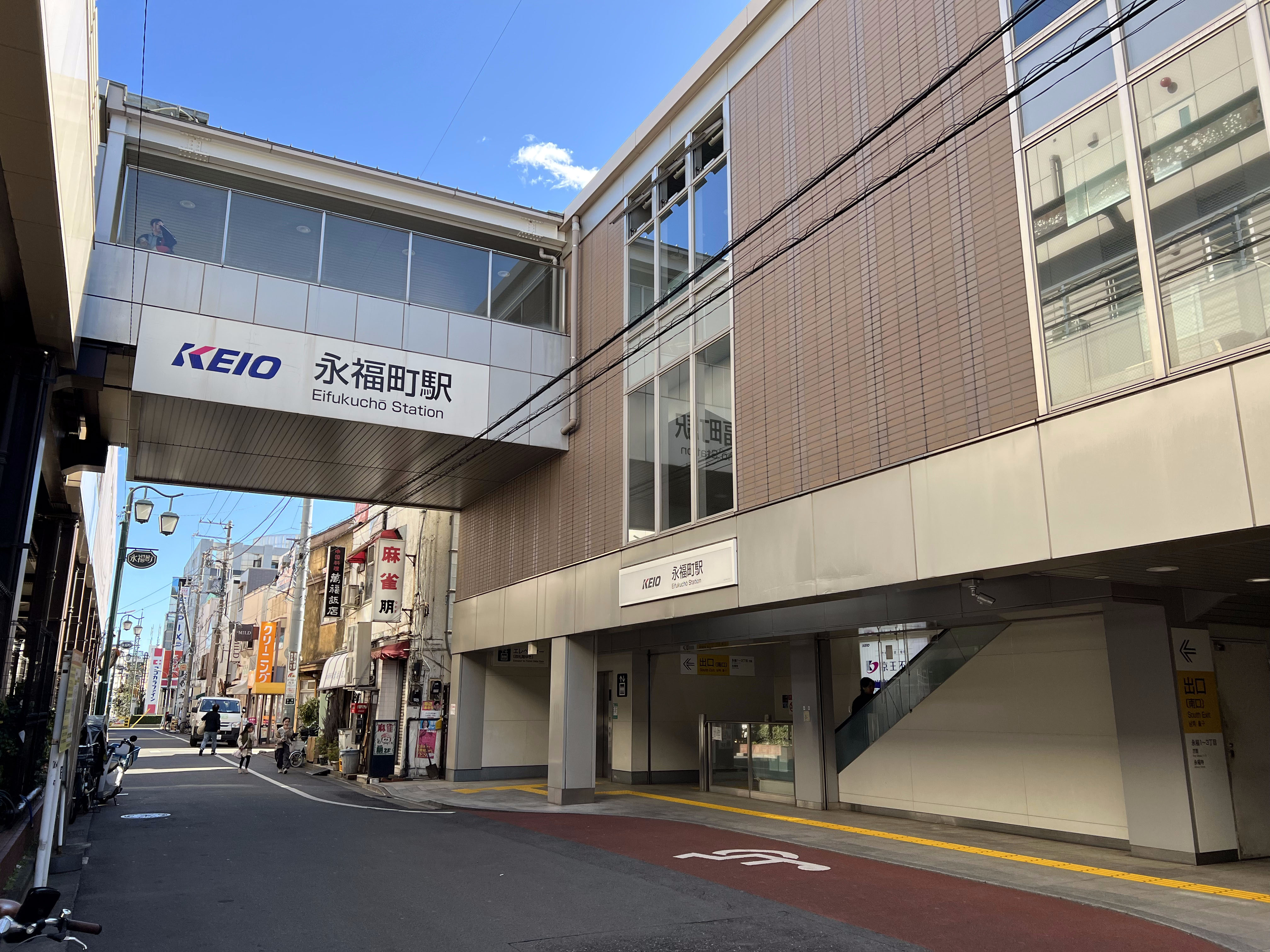
南口（2025年2月）
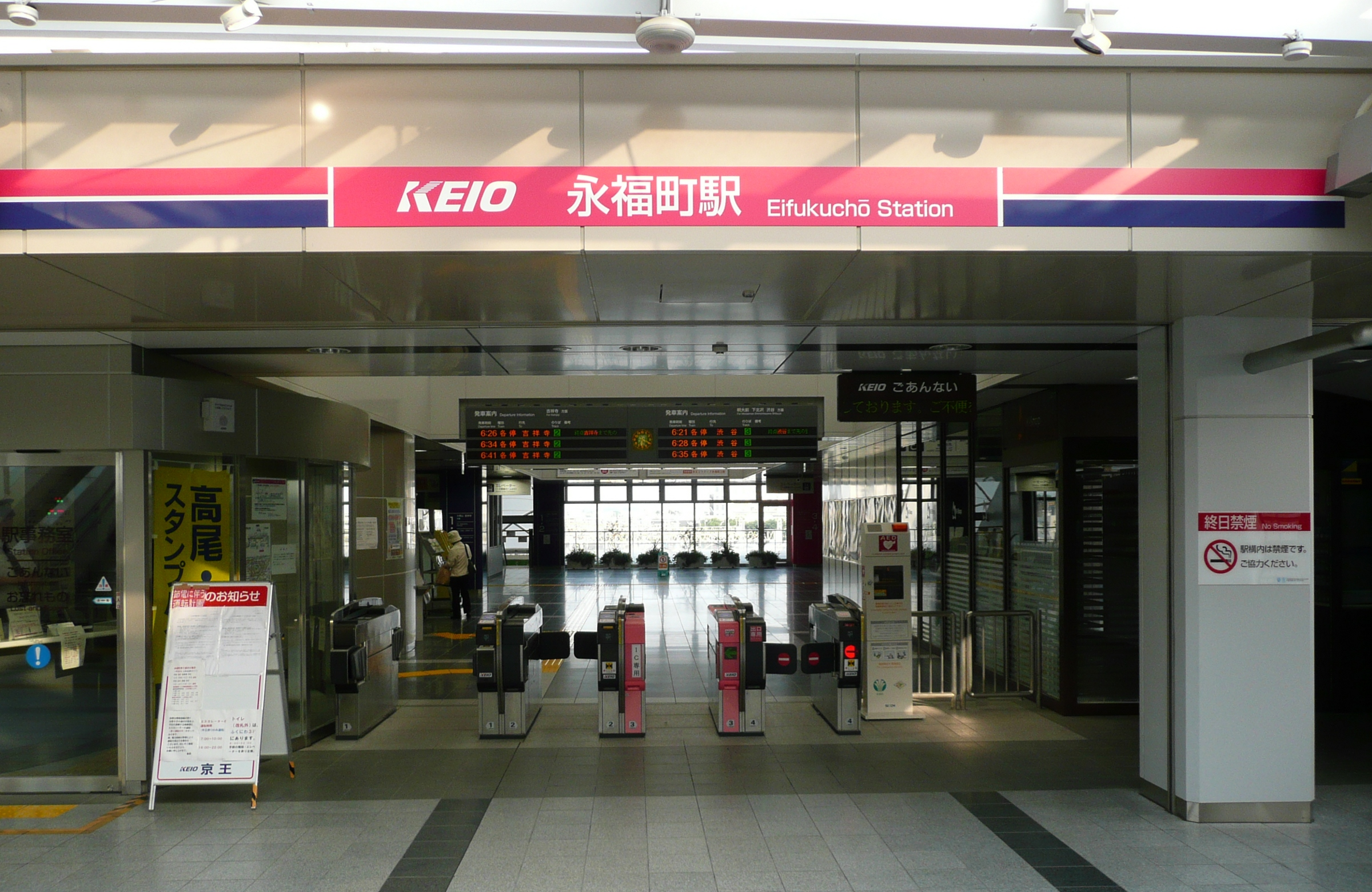
改札口（2011年5月）
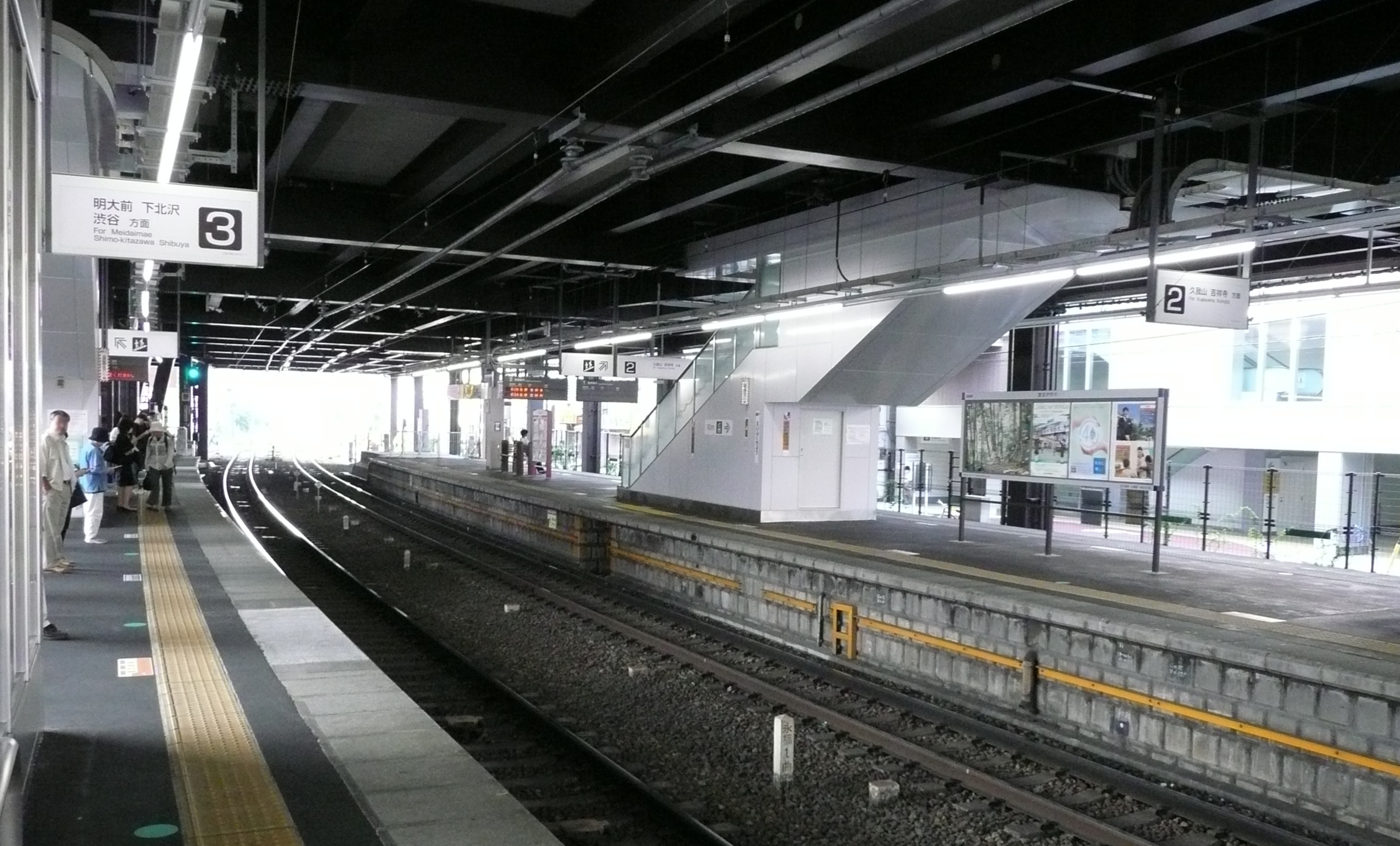
ホーム（2011年5月21日）
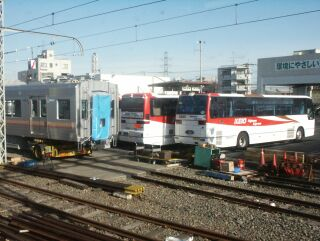
井の頭線への新車（京王1000系第13編成）入線風景
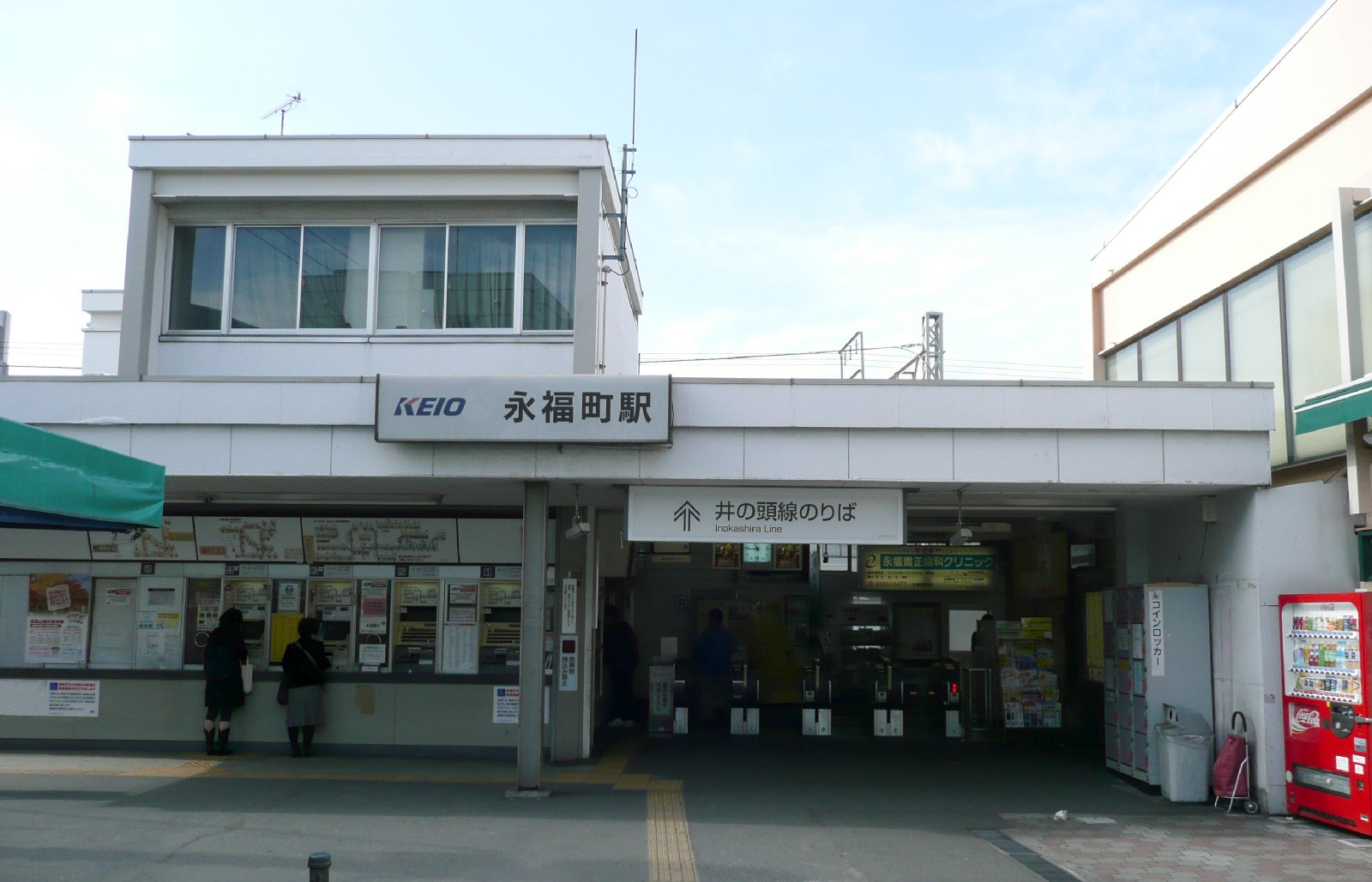
旧駅舎（2008年10月）
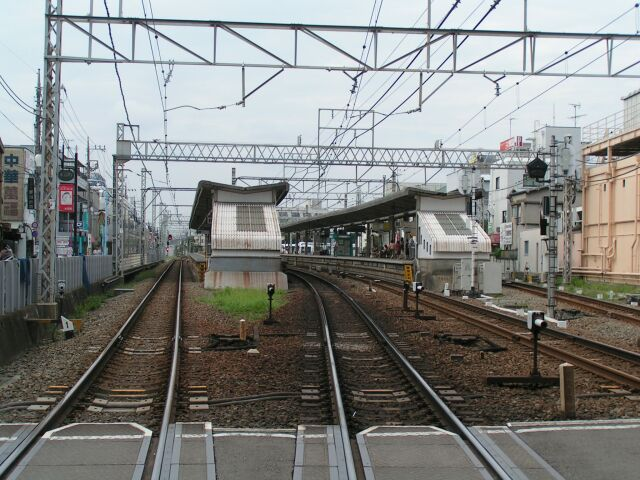
駅遠景（駅舎橋上化前）

## 隣の駅
京王電鉄
 井の頭線
■急行
明大前駅 (IN08) - 永福町駅 (IN09) - 久我山駅 (IN14)
■各駅停車
明大前駅 (IN08) - 永福町駅 (IN09) - 西永福駅 (IN10)